# Wavves
Wavves es una banda estadounidense de rock originaria de San Diego, California. El grupo logró un rotundo éxito gracias a los sencillos "King of the Beach", "Post Acid", "So Bored", "No Hope Kids", "To the Dregs" y "Weed Demon". en la cual los incursionó en la escena del rock. Su música está basada en los grupos de la época del surf de los años 90, con una mezcla del punk, noise rock,y pop punk, entre otros géneros que han hecho su música difícil de categorizar. 
Su álbum más conocido es "King of the Beach", de 2010, que se posicionó en ese mismo año en los 200 álbumes vendidos del rock por muchas semanas en Estados Unidos y Europa.
En el videojuego de Rockstar North: Grand Theft Auto V aparecen con los sencillos "Nine Is God"', "Dog" y "Leave", los cuales son exclusivos del videojuego.
Su más reciente álbum de estudio esta titulado "Spun" que salió en junio de 2025.

## Integrantes

### Formación actual
- Nathan Williams - vocalista, guitarra
- Stephen Pope - vocal de apoyo, bajo
- Alex Gates - vocal de apoyo, guitarra
- Ross Traver - vocal de apoyo, batería

### Exintegrantes
- Ryan Ulsh - batería (2008 - 2009)
- Zach Hill - batería (2009)
- Billy Hayes - batería, vocal de apoyo (2010)
- Jacob Cooper - batería (2010 - 2012)
- Brian Hill - batería, vocal de apoyo (2013 - 2018)
- Zac Carper - guitarra (2011 - 2015)

## Discografía

### Álbumes de estudio
- 2008: "Wavves" (Woodsist)
- 2009: "Wavvves" (Fat Possum Records, Bella Union)
- 2010: "King of the Beach" (Fat Possum Records)
- 2013: "Afraid of Heights" (Mom + Pop Music)
- 2015: "V" (Ghost Ramp, Warner Records)
- 2017: "You're Welcome" (Ghost Ramp)
- 2021: "Hideaway" (Fat Possum Records)
- 2025: "Spun" (Ghost Ramp)

### EP
- 2011: "Life Sux" (Ghost Ramp)

### Recopilaciones
- 2015: "No Life for Me" (con Cloud Nothings)

### Sencillos
- "Mickey Mouse"
- "Weed Demon"
- "So Bored"
- "No Hope Kids"
- "To The Dregs"
- "Post Acid"
- "King of the Beach"
- "TV Lug Sound" (EP)
- "I Wanna Meet Dave Grohl" (EP)
- "Life Sux" (EP)
- "Demon to Lean On"
- "Afraid of Heights"
- "Nine is God" (Sencillo para el videojuego Grand Theft Auto V)